# 라발 대학교
라발 대학교는 캐나다 퀘벡주(州) 퀘벡 시(市)의 교외지역인 생트푸아에 있는 프랑스어계 공립 종합대학교이다.
1663년 퀘벡시 최초의 주교인 드 라발(de Laval)이 설립한 퀘벡신학교(Séminaire de Québec)에서 비롯되었다. 1852년 영국 빅토리아 여왕으로부터 대학으로서의 지위를 인정하는 왕실 칙허장을 받음으로써 캐나다 최초의 프랑스어계 대학이 되었다. 당시 예술학부, 법학부, 의학부, 신학부의 4개 학부 수업이 이루어졌다. 1878년에는 뒤에 몬트리올 대학교가 된 라발대학교 몬트리올 분교를 개설하여 법학부, 의학부, 신학부를 개설하였다.
1950~1970년 동안 퀘벡 시 구시가에 있던 캠퍼스를 서서히 퀘벡 시 교외의 생트푸아(Sainte-Foy)로 이전하여 새로운 대학도시를 건설하였다. 1972년 가톨릭계 대학교라는 범주에서 벗어나 완전하게 비종파의 교육기관으로 바뀌었다. 라발대학교의 역사는 퀘벡 지역과 밀접한 관련을 맺고 있으며, 오랫동안 프랑스어 지역의 고등교육을 담당하면서 오늘날까지 지역사회에 큰 영향을 미치고 있다. 캐나다에서 연구활동이 가장 활발한 10개 대학 가운데 하나로 손꼽힌다.
2010년 기준 농업·식품학부, 예술학부, 경영학부, 치학부, 교육학부, 삼림관리·지리정보기술학부, 법학부, 의학부, 음악학부, 간호학부, 약학부, 철학부, 건축·정비·시각미술학부, 이공학부, 사회학부, 신학·종교학부의 17개 학부와 일반대학원에서 각각 170개 이상의 학부과정과 대학원과정을 제공한다, 삼림관리·지리정보기술학부와 농업·식품학부는 북미 대륙의 프랑스어권에서 유일한 학부이다.
주 캠퍼스는 퀘벡시에서 서쪽으로 3.2km 떨어진 생트푸아에 위치하며 전 면적의 56% 정도가 삼림, 초지, 식물원, 스포츠시설로 이루어진다. 모든 건물은 10km 길이의 지하 터널 길로 연결되는데, 이 길은 학생들이 자주 이용하며 특히 겨울에 기온이 떨어지면 사용자가 더욱 늘어난다. 부속시설로 도서관, 학습자료센터, 미술관, 식물원, 자연사박물관, 라디오 방송국 등이 있다. 캐나다 총리 루이 생로랑, 브라이언 멀로니, 장 크레티앵이 졸업했다.

## 주요 졸업생
- 스테판 디옹, 정치인
- 브라이언 멀로니, 캐나다의 18대 총리
- 조르주 바니에르, 캐나다의 제19대 총독
- 루이 생로랑,캐나다의 제12대 총리
- 장 (룩셈부르크),룩셈부르크 대공
- 카르메 차콘,스폐인 여성 국방장관
- 장 크레티앵,캐나다의 제20대 총리

## 같이 보기
- 퀘벡 (도시)